# 大型中速滚装船
大型中速滚装船（英文：Large,Medium-Speed Roll-on/Roll-off，缩写LMSR）是美國海軍军事海运司令部（Military Sealift Command，MSC）对所辖的数级滚装运输舰的称呼。较早服役的两级由民用商船改建而成，后期的舰只则是专门建造的。這些艦隻屬於攻擊運輸艦。

## 鲍勃·霍普级

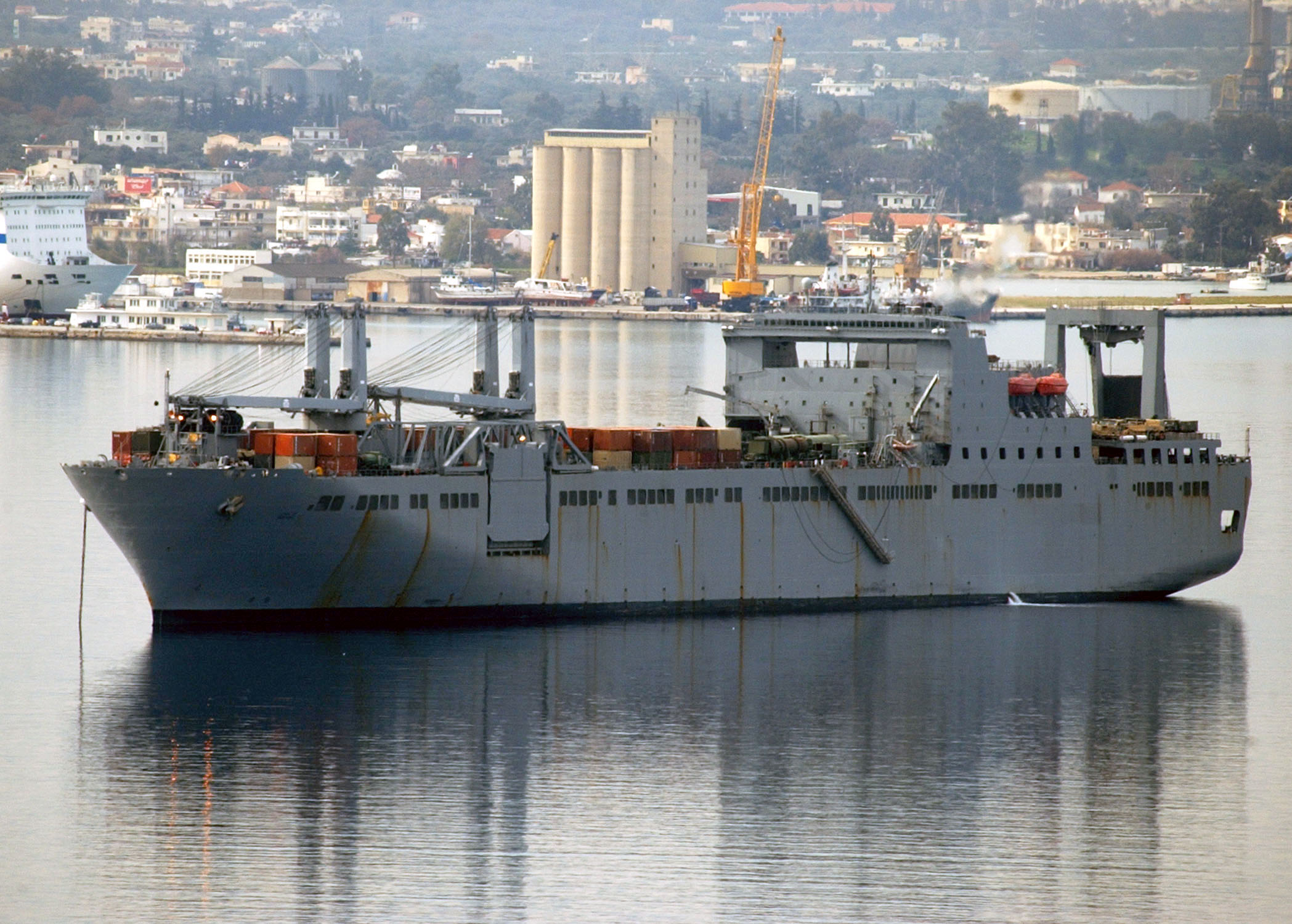
在希腊绍达港（Souda）锚泊的鲍勃·霍普号

鲍勃·霍普级（Bob Hope class）共有七艘，以柴油机推动，长约290米（951英尺5英寸），宽约32米（106英尺）。分别于1993年至2001年间在路易斯安那州的埃文代尔造船厂（Avondale Shipyard）开工建造。
- USNS 鲍勃·霍普 (T-AKR-300)
- USNS 费希尔 (T-AKR-301)
- USNS 西伊 (T-AKR-302)
- USNS 门多萨 (T-AKR-303)
- USNS 皮里拉沃 (T-AKR-304)
- USNS 布莱丁 (T-AKR-305)
- USNS 贝纳维德斯 (T-AKR-306)

## 沃森级

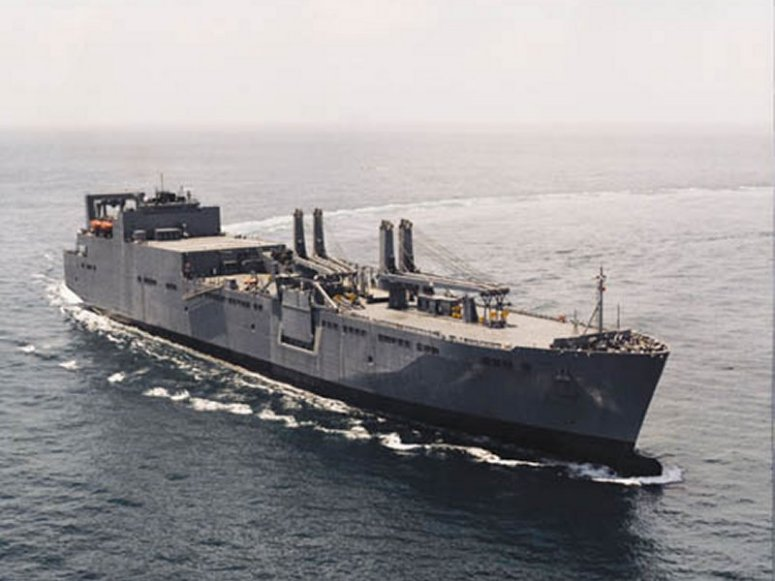
航行中的沃森号

沃森级（Watson class）共有八艘，以燃气轮机推动，长约290米（951英尺4英寸），宽约32米（106英尺）。分别于1996年至2002年间在圣迭戈的國家鋼鐵造船公司（National Steel and Shipbuilding Company）开工建造。
- USNS 沃森 (T-AKR-310)
- USNS 西斯勒 (T-AKR-311)
- USNS 达尔 (T-AKR-312)
- USNS 红云 (T-AKR-313)
- USNS 查尔顿 (T-AKR-314)
- USNS 沃特金斯 (T-AKR-315)
- USNS 波默罗伊 (T-AKR-316)
- USNS 索德曼 (T-AKR-317)

## 戈登级
戈登級車輛運輸艦（Gordon class）共有两艘，以柴油机推动，长约291米（954英尺），宽约32米（105英尺9英寸）。两船于1972年在丹麦开工建造，随后投入商业营运。1984年由现代重工业加长改装。1996年进入美军服役。
- USNS 戈登 (T-AKR-296)
- USNS 吉尔兰 (T-AKR-298)

## 舒哈特级
舒哈特级（Shughart class）共有三艘，以柴油机推动，长约277米（908.8英尺），宽约32.2米（105.6英尺）。三船于1972年在丹麦开工建造，随后投入商业营运。此后在1987年和1990年由现代重工业进行了两次加长改装。 1996年进入美军服役。
- USNS 舒哈特 (T-AKR-295)
- USNS 矢野 (T-AKR-297)

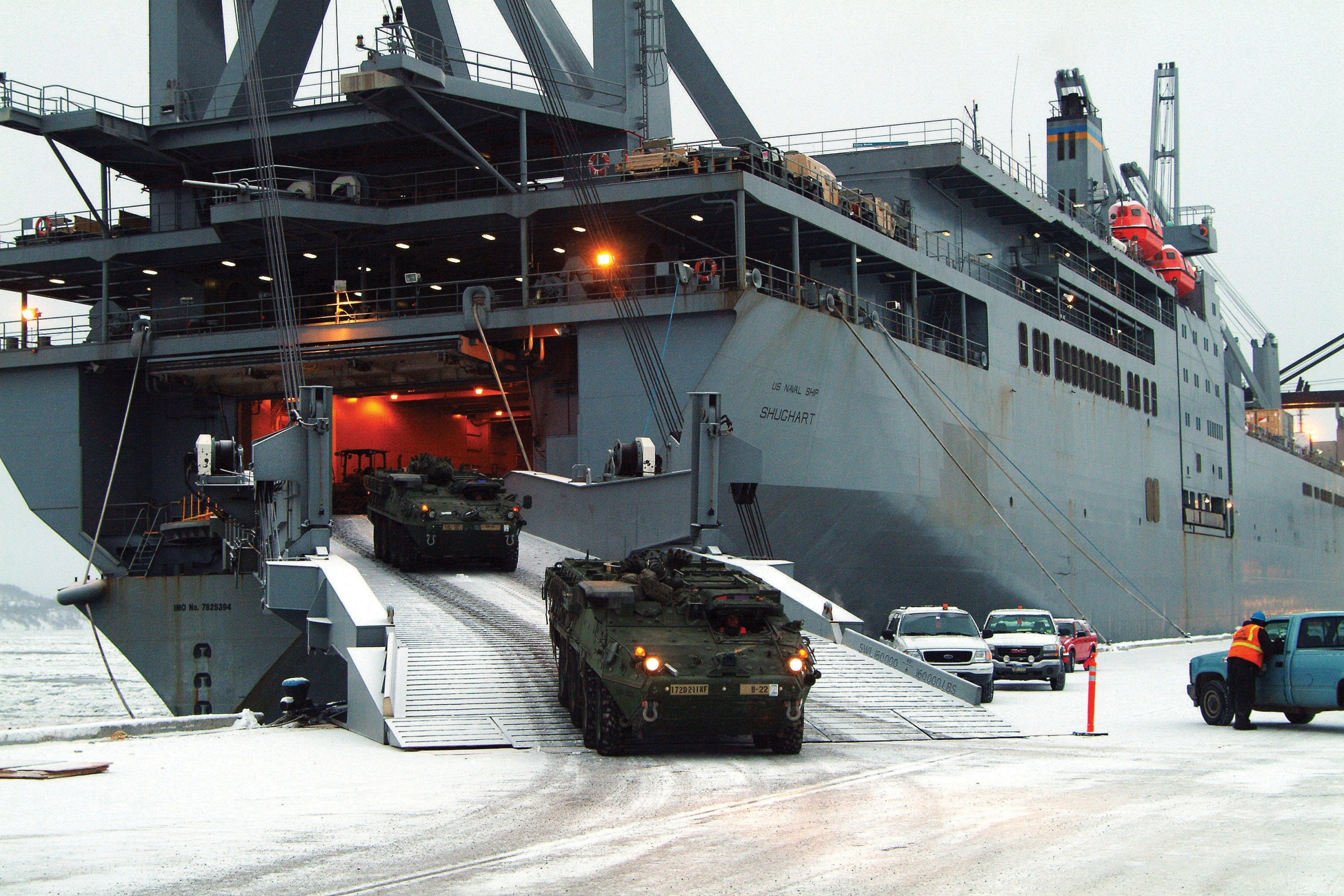
正在下船的史崔克裝甲車

- USNS 槍炮軍士長弗雷德·W·斯托克曼 (T-AK-3017)前USNS 索德曼 (T-AKR-299)